# Port Vale F.C.
Port Vale Football Club – angielski klub piłkarski, grający obecnie w League One. Ich lokalnym rywalem jest Stoke City oraz Crewe Alexandra. W 2006 roku posiadaczem części udziałów klubu stał się Robbie Williams.